# Kaposvári Kosárlabda Klub
Il Kaposvári Kosárlabda Klub è una squadra di pallacanestro ungherese che milita nel NB I/A.

## Palmarès
- Campionato ungherese: 2

2000-2001, 2003-2004
- Coppa d'Ungheria: 1

2004